# Інтерсіті (поїзд № 750/749)
«Інтерсіті» — пасажирський поїзд № 750/749 сполученням Київ — Ужгород.
Протяжність маршруту потяга складає — 910 км.
На даний потяг є можливість придбати електронні проїзні документи.

## Історія
18 січня 2017 року «Укрзалізниця» призначила новий денний поїзд № 749/750 категорії денний поїзд сполученням Київ — Івано-Франківськ. Поїзд сформований з вагонів, що пройшли капітально-відновлювальний ремонт, поставили сидячі місця, які перетворювались на ліжка, а його графік складений з урахуванням побажань пасажирів. Цей поїзд долав шлях за 8 годин (замість 11).
10 грудня 2017 року був призначений вагон безпересадкового сполучення до станції Відень.
9 грудня 2018 року був призначений ще один вагон безпересадкового сполучення до станції Вроцлав.
З 18 березня по 1 червня 2020 не курсував через COVID-19, але потім відновив повне курсування.
З 31 серпня по 21 вересня і 19 жовтня 2020 скорочений до станції Галич, потім відновив курсування.
З 1 вересня 2022 року поїзд продовжено до станції Запоріжжя.
5 листопада 2022 року поїзд змінив маршрут. Більше не курсуватиме до Запоріжжя, а замість Івано-Франківська курсуватиме до Ужгорода.

## Інформація про курсування
Потяг курсує цілий рік, щодня. На маршруті руху потяг зупиняється на 13 проміжних станціях.
| Час прибуття | Зупинка | Час відправлення | Станція | Час прибуття | Зупинка | Час відправлення |
| -            | -       | 13:20            | Київ    | 18:36        | -       | -                |
| 19:44        | 25      | 20:09            | Львів   | 11:53        | 20      | 12:13            |
| 01:35        | -       | -                | Ужгород | -            | -       | 06:20            |
| ------------ | ------- | ---------------- | ------- | ------------ | ------- | ---------------- |

## Склад потяга
У курсуванні є 2 склади потяга № 750/749 з 7-8 купейних вагонів
Нумерація вагонів з Києва — з голови потяга, з Ужгорода з хвоста потяга.
Курсує від станції Київ-Пасажирський до Львова, у два напрямки, з електровозами ЧС4, ЧС8 або ДС3, а до кінцевої ЧС2, ЧС7.